# Pietro da Pietri
Pietro da Pietri, anche conosciuto come Pietro Antonio da Pietri, Pietro dei Pietri e Pietro de' Pietri (Premia, 19 febbraio 1663 – 20 dicembre 1716), è stato un pittore italiano  del periodo tardo-barocco.

## Biografia
Figlio di Carlo, detto "Lana", e di Caterina Pezetta, si trasferì a Roma all'età di 15 anni, dove fu allievo di Giuseppe Ghezzi e di Angelo Massarotti, iniziò la sua carriera come assistente nello studio di Carlo Maratta, uniformando il suo stile a quello di Pietro da Cortona. Fu membro dell'accademia nazionale di San Luca. Dipinse una pala d'altare raffiugrante una Vergine con Santi per la basilica di Santa Maria in Via Lata a Roma, una Madonna con Gesù bambino, San Giuseppe e Sant'Anna per la basilica di San Michele Maggiore a Pavia, una Madonna in Gloria, oggi conservata presso la Holkham Hall a Holkham, decorò la cupola della chiesa di Santa Maria delle Grazie alle Fornaci a Roma, e fu un eccellente copista di opere di Raffaello Sanzio e altri grandi maestri della pittura.